# Andreas Triantafyllidis
Andreas Triantafyllidis (ur. 13 kwietnia 1987) – grecki zapaśnik walczący w stylu wolnym. Zajął jedenaste miejsce na mistrzostwach świata w 2013 i na mistrzostwach Europy w 2014. Wicemistrz igrzysk śródziemnomorskich w 2013. Mistrz śródziemnomorski w 2015 i drugi w 2014 roku.